# Université catholique du Mozambique
L'université catholique du Mozambique (en portugais : Universidade Católica de Moçambique ou UCM) est une université privée basée à Beira au Mozambique.

## Histoire
En mai 1994, l'Église catholique au Mozambique annonce le projet d'ouverture d'une université catholique au Mozambique. L'université prévoit des facultés pour les sciences économiques, la médecine, le droit, et les sciences de l'enseignement. La création de l'université est portée comme un projet de réconciliation dans le contexte de la guerre civile du Mozambique. L'université est créée en 1995 comme établissement d'éducation supérieur privé (Décret nº 43/95 du 14 septembre 1995), et ouvre les portes de ses facultés économie et gestion à Beira et de droit à Nampula en 1996. La faculté des sciences de l'éducation ouvre en 1998 à Nampula et la faculté de médecine ouvre en 2000 à Beirat. Le campus d'économie à Beirat est financé par la conférence épiscopale italienne, et la faculté de médecine est financée à hauteur de 450.000 dollars par l'Église catholique du Portugal.
À partir de 2009, l'UCM et le gouvernement du pays mènent une politique de développement des écoles de formation professionnelle dans le pays.
En 2016, la première chaire de l'UCM est nommée après l'archevêque de Beira Jaime Gonçalves à la suite de son décès le 6 avril de la même année. En juin 2018, l'UCM signe un accord de partenariat avec l'université du Cap-Vert. En mars 2019, le Cyclone Idai ravage la ville de Beirat et le campus de l'UCM. En septembre 2019, l'UCM ouvre une unité biologie à Maputo, suivant son plan de se développer dans les principales villes du pays.
L'UCM fait partie de l'association des universités catholiques et instituts supérieurs d'Afrique et de Madagascar.

## Personnalités liées à l'université

### Professeurs
- Nazira Abdula, pédiatre mozambicaine.